# Wybory do Parlamentu Europejskiego na Malcie w 2014 roku
Wybory do Parlamentu Europejskiego VIII kadencji na Malcie zostały przeprowadzone 24 maja 2014. Maltańczycy wybrali 6 eurodeputowanych. Wybory przeprowadzono w jednym okręgu wielomandatowym, stosując system wyborczy pojedynczego głosu przechodniego.
W wyborach (pierwsza preferencja) kandydaci Partii Pracy (PL) uzyskali około 134 tys. głosów (53,39%), a kandydaci Partii Narodowej (PN) około 101 tys. głosów (40,02%). Przedstawiciele pięciu pozostałych ugrupowań otrzymali poniżej
3% głosów (najwięcej, ok. 7 tys., dostali reprezentanci Alternatywy Demokratycznej).
W wyniku wyborów Partia Pracy i Partia Narodowa wprowadziły po trzech eurodeputowanych VIII kadencji.